# 北尾昌大
北尾 昌大（きたお まさひろ）は、日本のクリエイティブ・ディレクター。電通クリエーティブ局に所属。2019年、ベンチャーキャピタルのインキュベートファンドに参画。Chief Growth Officerとして投資先企業の成長をサポート。

## 来歴
1977年7月15日、東京都目黒区生まれ。慶應義塾高校、慶應義塾大学湘南藤沢キャンパスを卒業後、2000年に株式会社電通に入社。クリエーティブ局所属。主なクライアントとして任天堂、ビズリーチなどの広告キャンペーンを手がけた。
英国Leeds大学ビジネススクールにてMBAを取得。
大学生時代、ミュージシャンであるhideのライブに強い感銘を受けて、当時はまだ一般にほとんど普及していなかったEメールのやり取りによりhideとの接点を持った事がある。逝去前日の食事会にも参加しており、その時にhideから言われた「せっかくいい大学を出るんだから、日本のど真ん中から世の中を変えろ」という発言が人生を大きく変えたと語っている。
SBIの北尾吉孝の甥。

## 主な広告作品

### CM
- 任天堂（Nintendo DS、Wiiなど）
- ビズリーチ
- SUPERCELL [5]（Clash of Clans）
- みずほ銀行
- 味の素（CookDo）
- SONY（PlayStation VR[6]）
- BASEFOOD
- UPSIDER
- 吉野家